# SEAT 133
El SEAT 133 es un automóvil del segmento A que fue producido por SEAT entre los años 1974 y 1981. Se trataba de uno de los automóviles más asequibles en su mercado original, y fue exportado a diversos países europeos (donde se vendió como Fiat 133) y a Egipto. El 133 se presentó en el Salón del Automóvil de Barcelona del mes de mayo de 1974.

## Diseño

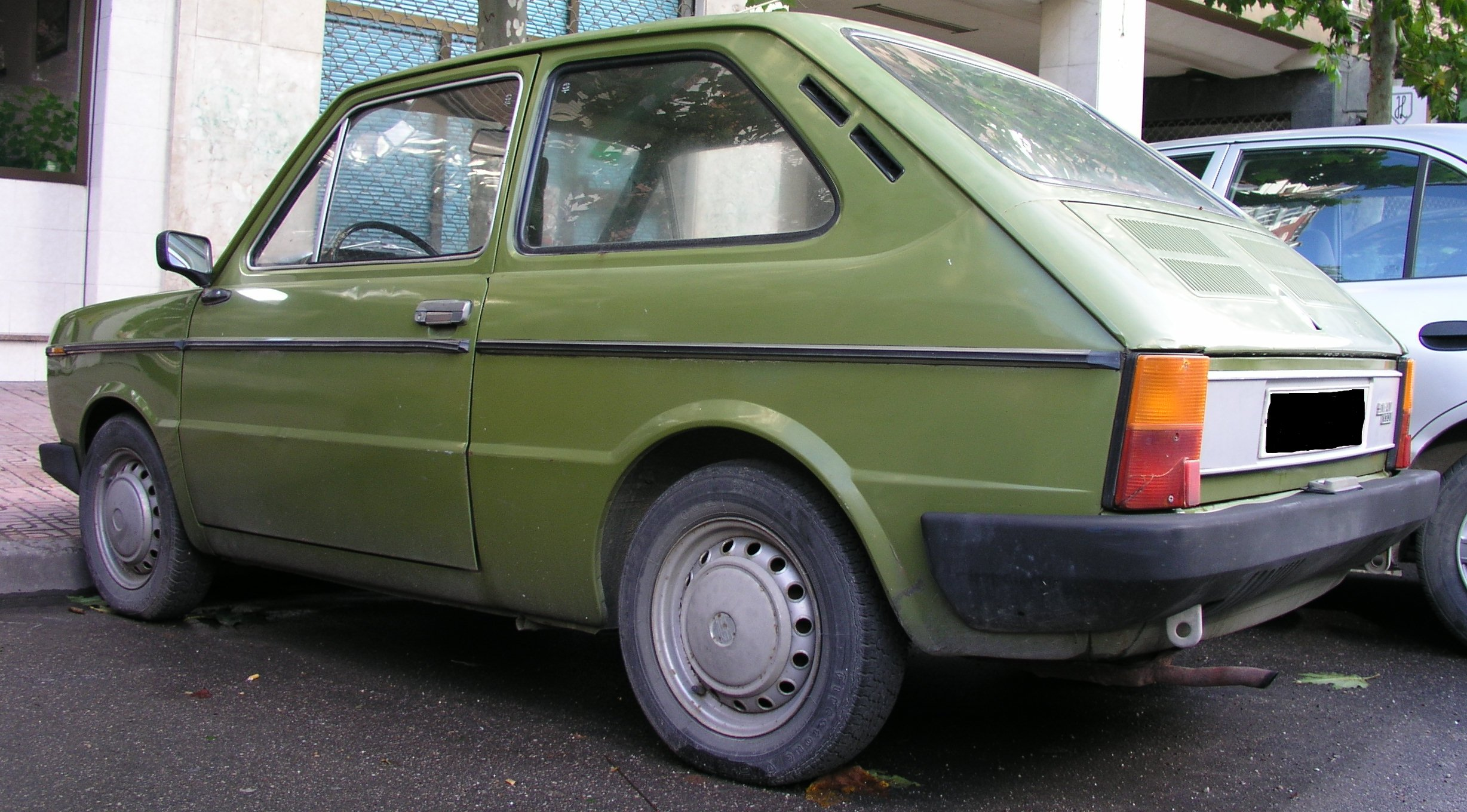
Vista posterior de un Seat 133 L.

Basado íntegramente en el SEAT 850, del cual tomaba su bastidor y mecánica, no se trataba de nada más que de la adaptación al mismo de una nueva carrocería más actualizada,
pues en los primeros diseños del cual surgió el prototipo tenía un frontal muy similar con las ópticas circulares, cuyas líneas en cierto modo estuvieron inspiradas en las del Fiat 126 y también en la primera serie del SEAT 127 (aunque tenía unas dimensiones mucho menores que las de ese modelo, pero mayores que las del 126). El modelo definitivo que finalmente se comercializó poco se retocó con respecto al prototipo. Solo se le rectificaría el frontal, pues recordaba mucho al 850 y la marca quería diferenciarlo por lo que se le sustituirían las ópticas circulares por las cuadradas. En el habitáculo se prescindió de cualquier lujo, con la intención de alcanzar bajos costes. Su cuadro de instrumentos disponía, además de velocímetro, cuentakilómetros totalizador, e indicador de nivel del combustible, de diversas luces-testigo de control. Las primeras unidades tenían el logotipo de la marca rectangular con fondo rojo e intermitentes delanteros traslucidos, que más adelante dieron paso a los de color ámbar. Dentro de los acabados hubo un total de cuatro versiones del modelo denominadas como SEAT 133, SEAT 133 "especial" y las de mayor equipamiento denominadas como SEAT 133 "lujo" y SEAT 133 "especial lujo", siendo diferenciada esta última por frenos de disco en el tren delantero, lo que obligaba a instalar llantas de 13 pulgadas de diámetro frente a las de 12 de las versiones bajas, mayor potencia, interior en símil cuero y marcador hasta 160km/h frente al de las versiones bajas que sólo llegaba hasta 140km/h.
La primera serie equipaba paragolpes metálicos e intermitentes delanteros color ámbar.
La segunda serie equipaba paragolpes plásticos, bigoteras y en las últimas unidades los tapacubos cromados fueron sustituidos por tapacubos negros de menor tamaño.

## Mecánica
Se trataba del mismo grupo motor del Fiat/SEAT 850 del cual derivaba. El motor de 4 cilindros en línea y refrigerado por agua tenía una cilindrada total de 843 centímetros cúbicos, y estaba disponible en tres distintas versiones que entregaban unas respectivas potencias máximas de 34, 37, y 44 HP (DIN), según se tratara de la variante de baja compresión apta para el consumo de gasolina de 85 octanos, de la de alta compresión adecuada a la de 96 octanos, o de la "Especial", que estaba alimentada por un carburador vertical de dos cuerpos, entre otras modificaciones que introducía respecto a las otras dos versiones, y que afectaban directamente a su rendimiento. La caja de cambios era de 4 velocidades hacia delante sincronizadas sistema Porsche y marcha atrás.
El 133 incluía como novedad respecto a su antecesor una junta cardánica en la columna de la dirección, como concesión a la seguridad pasiva.